# هیدئو ساساکی
هیدئو ساساکی (انگلیسی: Hideo Sasaki; ۲۵ نوامبر ۱۹۱۹ – ۳۰ اوت ۲۰۰۰) معمار منظر اهل ایالات متحده آمریکا بود.